# Nurikabe
Nurikabe é um puzzle japonês de determinação binária. Consiste em preencher quadrados de duas formas seguindo algumas regras:
- Todas as células negras devem ser conectadas.
- Cada célula numerada deve ser parte de uma ilha com esse número de células.
- Cada ilha deve conter o número de células indicado na célula numerada.
- Duas ilhas não podem ser conectadas.
- Não pode haver bloco 2x2 de células negras.